# 観艦式
観艦式（かんかんしき）とは、軍事パレードのひとつで、軍艦を並べて壮行する式のことである。国家の祝典の際や、海軍の記念行事の一環として行なわれるのが一般的である。現代では水上艦や潜水艦だけでなく海軍航空隊の航空機も参加することが多い。

## 目的
かつては、味方の艦隊を観閲することにより、軍の士気を高め、国民や友好勢力には、精強さをアピールすると共に、敵勢力に対する示威行為とすることであった。しかし現在では、他国からの艦艇を招き、国際親善や防衛交流を促進することや、自国民の海軍に対する理解を深めることが主要な目的である。

## 方法
主に、受閲艦艇が停泊し、その間を観閲艦艇が航行する方法が世界的には多い方式である。この他に、受閲艦艇と観閲艦艇の双方が航行しながら観閲する方法や陸上から観閲する方法がある。海上自衛隊の場合には、双方が航行しながら観閲する方法を採用しているが、さらに展示訓練を加えている。

## 起源
観艦式の起源は、1341年、英仏の百年戦争の最中に、イングランドの王、エドワード3世が出撃の際、自軍艦隊の威容を観閲したことに始まる。また、現在各国で行なわれている観艦式の様式は、1897年（明治30年）、イギリスのビクトリア女王即位60年祝賀の際に挙行されたものが基となっている。

## 大日本帝国海軍
日本における観艦式の起源は、明治元年3月26日（1868年）に大阪の天保山の沖において行われたものである。この時は、明治天皇が陸上から観閲し、受閲艦艇は日本の6隻及びフランス海軍の1隻で、受閲艦艇の総指揮官は旗艦電流丸（佐賀藩）に座乗した石井忠亮海軍中佐であった。
ただし、これ以前の江戸時代初期には、徳川家光等の将軍天覧による幕府水軍の「船行列」と称する、観艦式に類似した行事が行われている。
その後、1878年（明治11年）に当時の海軍卿川村純義が、海軍の本隊である艦隊そのものを天覧に供することで海軍の進歩を図るべきと、太政大臣三条実美に上申し、その結果、1890年（明治23年）に神戸沖で実施された「海軍観兵式」が近代海軍としての観艦式の始まりである。その次の1900年（明治33年）の式からは名称も「観艦式」となった。1900年から1908年（明治41年）まで御召艦（おめしかん）に選ばれた装甲巡洋艦「浅間」は、日本海軍の観艦式で最も多数回、御召艦に選ばれた軍艦である。
戦前には、観艦式は明治元年に天保山沖で行なわれたものから数えて全部で18回行なわれた。特に、1905年（明治38年）の東京湾凱旋観艦式（日露戦争凱旋観艦式）と、1928年（昭和3年）の昭和天皇の即位の大礼に伴う観艦式は、連合艦隊に加え、外国の軍艦も参加する盛大なものであった。

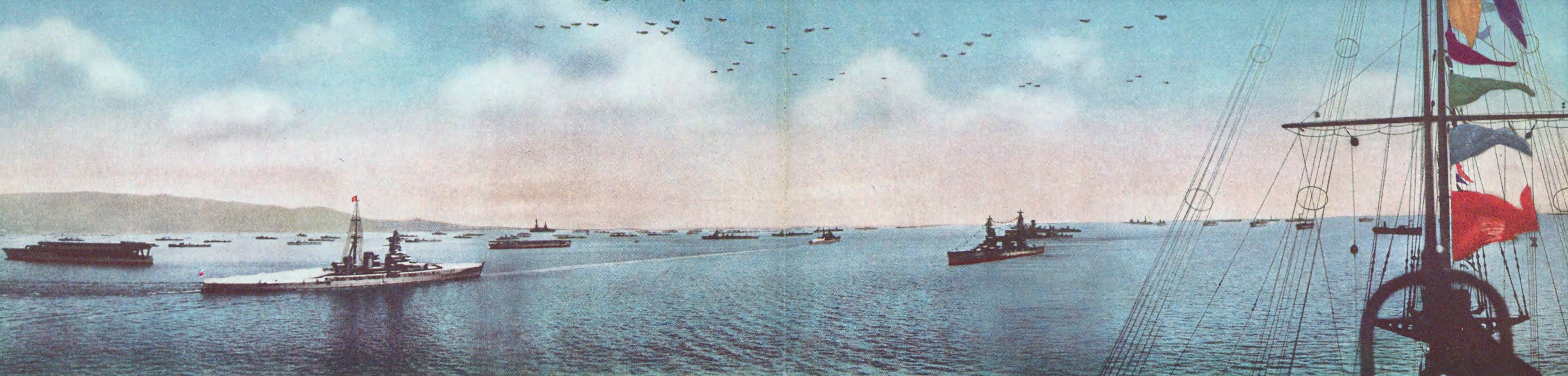
観艦式

### 観艦式一覧

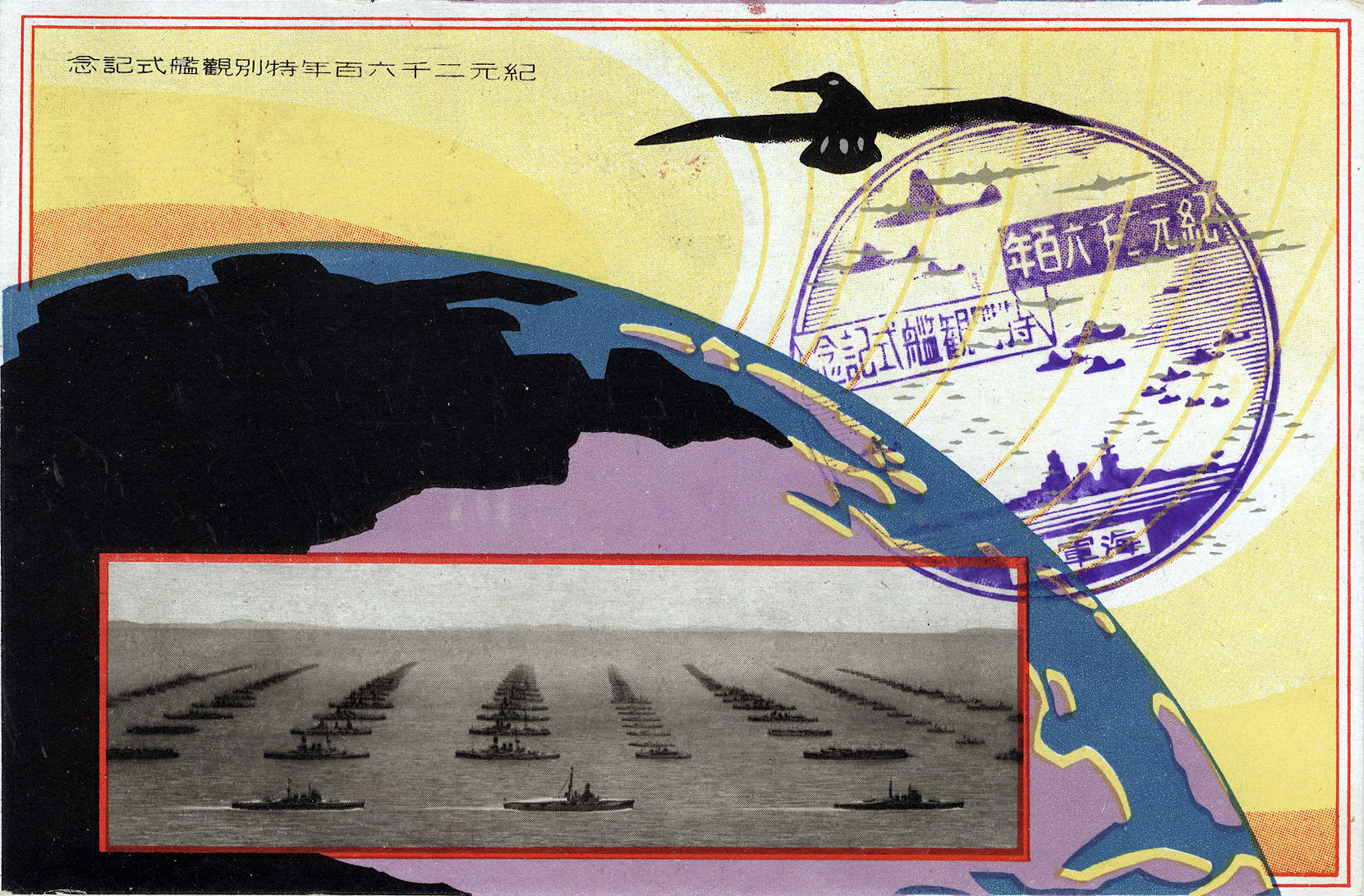
大日本帝国海軍の特別観艦式（紀元二千六百年記念）として有名な写真。但し、画像中の戦艦・空母が近代化改装前であり、艦列などから見て、実際には昭和8年の大演習観艦式のもの。

ここでは便宜上、正式名称の前に年号を付加してそれぞれの観艦式を区別する（1940年（昭和15年）の紀元二千六百年特別観艦式を除く）。名称の後に続くのは実施日と実施場所（と備考）。
海軍天覧（軍艦叡覧）
明治元年3月26日（1868年4月18日）、大阪天保山沖。
参加：軍艦6隻（2,452トン）
御召艦
なし、陸上より親閲
『電流丸』、『萬里丸』、『千歳丸』、『三邦丸』、『華陽丸』、『萬年丸』
他に仏軍艦『デュプレクス』
海軍観兵式
1890年（明治23年）4月18日、神戸沖。
参加：軍艦18隻（3万2,854トン）、その他12隻（1,528トン）
御召艦
『高千穂』
内列－常備艦隊
『高千穂』（旗艦兼御召艦）、『扶桑』、『大和』、『葛城』、『武蔵』、『日進』、『八重山』、『高雄』、『浪速』
外列－演習艦隊
『金剛』（旗艦）、『比叡』、『天龍』、『海門』、『磐城』、『鳳翔』、『愛宕』、『摩耶』、『筑紫』
その他
『第一震天』、『第二震天』、『第四震天』、『小鷹』、『第一号』、『第二号』、『第三号』、『第一横須賀丸』、『第二横須賀丸』、他運送船3隻、『赤城』
大演習観艦式
1900年（明治33年）4月30日、神戸沖。
御召艦：『浅間』
参加：軍艦23隻、水雷駆逐艇（駆逐艦）8隻、水雷艇18隻、計49隻（12万9,601トン）
御召艦
『浅間』
供奉艦
『明石』、『宮古』、『八重山』、『陽炎』
第一列
『敷島』、『八島』、『富士』、『常磐』、『鎮遠』、『扶桑』、『松島』、『厳島』、『橋立』
第二列
『笠置』、『千歳』、『高砂』、『吉野』、『高千穂』、『秋津洲』、『和泉』、『千代田』、『龍田』
第三列
『豊橋』、
『雷』、『電』、『曙』、『隼』、『福龍』、『第二十四号』、『第二十九号』、『第三十一号』、『第三十三号』、『第三十五号』、『第十二号』、『第十七号』
第四列
『東雲』、『叢雲』、『夕霧』、『不知火』、『小鷹』、『第二十一号』、『第二十五号』、『第三十号』、『第三十二号』、『第三十四号』、『第三十六号』、『第十三号』、『第二十六号』
大演習観艦式
1903年（明治36年）4月10日、神戸沖。
参加：軍艦32隻、駆逐艦13隻、水雷艇23隻、その他1隻、計69隻（21万7,176トン）
御召艦
『浅間』
供奉艦
『宮古』、『千早』、『金剛』、『夕霧』、『呉丸』(呉鎮守府所属)
参加軍艦
第一列
『敷島』、『富士』、『朝日』、『初瀬』、『八島』、『三笠』、『磐手』、『常磐』、『吾妻』、『八雲』、『出雲』
第二列
『千歳』、『笠置』、『高砂』、『吉野』、『浪速』、『高千穂』、『秋津洲』、『明石』、『須磨』、『扶桑』、『和泉』、『千代田』、『鎮遠』
第三列
『高雄』、『平遠』、『筑紫』、『済遠』、『電』、『曙』、『雷』、『朧』、『叢雲』、『陽炎』、『不知火』、『薄雲』、『暁』、『霞』、『白雲』、『朝潮』、『漣』
第四列
『千鳥』、『鵲』、『隼』、『真鶴』、『白鷹』『第三十九号』、『第四十二号』、『第四十一号』、『第四十号』、『第四十三号』、『第六十五号』、『第六十三号』、『第六十四号』、『第六十二号』、『第六十六号』、『第三十二号』、『第三十四号』、『第三十五号』、『第三十三号』、『第三十一号』、『福龍』、『第二十一号』、『第二十四号』
また、イギリス海軍より戦艦グローリー及び防護巡洋艦ブレニム、ドイツ帝国海軍（en:Imperial German Navy）より防護巡洋艦ハンザ、ロシア帝国海軍より防護巡洋艦アスコリド、イタリア王国海軍（en:Regia Marina）より防護巡洋艦カラブリア、フランス海軍より防護巡洋艦パスカル（デカルト級防護巡洋艦2番艦）が参列した。
勅語
東京湾凱旋観艦式（日露戦争凱旋観艦式）
1905年（明治38年）10月23日、横浜沖。日露戦争終結
参加：軍艦38隻、仮装巡洋艦12隻、駆逐艦28隻、水雷艇77隻、潜水艇5隻、計165隻（32万4,159トン）
御召艦
『浅間』
供奉艦
『龍田』、『千早』、『八重山』、『満州丸』
参加軍艦
『敷島』、『富士』、『朝日』、『相模』、『丹後』、『扶桑』、『鎮遠』、『壱岐』、『出雲』、『常磐』、『八雲』、『吾妻』、『磐手』、『春日』、『日進』、『浪速』、『高千穂』、『厳島』、『橋立』、『笠置』、『千歳』、『和泉』、『千代田』、『秋津洲』、『須磨』、『明石』、『新高』、『対馬』、『音羽』、『沖島』、『見島』、『高雄』、『筑紫』、『磐城』、『摩耶』、『鳥海』、『赤城』、『宇治』
仮装巡洋艦
『姉川丸』、『松江丸』、『日本丸』、『香港丸』、『八幡丸』、『臺中丸』、『臺南丸』、『豊橋』、『春日丸』、『日光丸』、『熊野丸』、『韓崎丸』
駆逐艦
『東雲』、『叢雲』、『夕霧』、『不知火』、『陽炎』、『薄雲』、『雷』、『電』、『曙』、『漣』、『朧』、『白雲』、『朝潮』、『霞』、『春雨』、『村雨』、『朝霧』、『有明』、『吹雪』、『霰』、『皐月』、『潮』、『初霜』、『神風』、『弥生』、『子日』、『如月』、『山彦』
水雷艇
『小鷹』以下七七隻
潜水艇
『第一』、『第二』、『第三』、『第四』、『第五』
大演習観艦式
1908年（明治41年）11月18日、神戸沖。
参加：軍艦50隻、駆逐艦53隻、水雷艇12隻、潜水艇7隻、その他1隻、計124隻（40万4,460トン）
御召艦
『浅間』
供奉艦
『満州』、『浦波』、『豊橋』、『韓崎』
第一列
『三笠』、『富士』、『朝日』、『相模』、『敷島』、『肥前』、『石見』、『周防』、『吾妻』、『八雲』、『日進』、『春日』、『宗谷』、『音羽』、『新高』、『対馬』
第二列
『筑波』、『生駒』、『香取』、『鹿島』、『出雲』、『磐手』、『常磐』、『阿蘇』、『笠置』、『千歳』、『浪速』、『高千穂』、『秋津洲』、『千代田』
第三列
『壱岐』、『鎮遠』、『沖島』、『見島』、『厳島』、『橋立』、『八重山』、『須磨』、『最上』、『龍田』、『和泉』、『千早』、『鈴谷』、『明石』
第四列
駆逐艦・水雷艇14隻
第五列
駆逐艦・水雷艇・その他22隻
第六列
駆逐艦・水雷艇20隻、潜水艇7隻
列外
外国陪観艦船
大演習観艦式
1912年（大正元年）11月12日、横浜沖。
参加：軍艦45隻、駆逐艦53隻、水雷艇11隻、潜水艇3隻、その他3隻、計115隻（46万0,825トン）、水上機2機
御召艦
『筑摩』
先導艦
『海風』
供奉艦
『平戸』、『矢矧』、『満州』
恒例観艦式
1913年（大正2年）11月10日、横須賀沖。
参加：軍艦29隻、駆逐艦28隻、計57隻（35万3,965トン）、水上機4機
御召艦
『香取』
供奉艦
『朝日』、『桜』
御大礼特別観艦式
1915年（大正4年）12月4日、横浜沖。
参加：軍艦53隻、駆逐艦52隻、潜水艇6隻、水雷艇3隻、その他10隻、計124隻（59万8,848トン）、水上機9機
御召艦
『筑波』
供奉艦
『常磐』、『矢矧』、『満州』
指揮官乗艦
『扶桑』
第一艦隊
第一戦隊『摂津』、『河内』、『安芸』、『薩摩』
第三戦隊：『比叡』、『金剛』、『榛名』、『霧島』
第五戦隊：『鞍馬』、『伊吹』、『生駒』、『筑波』
第一水雷戦隊：『八雲』、第十六、第十一、第十、第七駆逐隊
第三水雷戦隊：『春日』、第五、第六、第八、第十四駆逐隊
第二艦隊
第二戦隊：『鹿島』、『三笠』、『敷島』、『肥前』、『朝日』、『周防』、『相模』、『石見』、『富士』
第四戦隊：『日進』、『常磐』、『阿蘇』、『宗谷』
第六戦隊：『磐手』、『出雲』、『吾妻』
第二水雷戦隊：『利根』、第一、第二、第三、第九駆逐隊
第四水雷戦隊：『韓崎』、『駒橋』、第二、第三潜水艇隊、第一、第二、第九艇隊
第三艦隊
第七戦隊：『津軽』、『平戸』、『筑摩』、『矢矧』、『笠置』、『千歳』
第八戦隊：『対馬』、『新高』、『音羽』、『最上』
第九戦隊：『橋立』、『大和』、『武蔵』、『千早』、『嵯峨』、『宇治』
列外
『満州』、『熊野丸』、『高崎』、『若宮』、『松江』
恒例観艦式
1916年（大正5年）10月25日、横浜沖。
参加：軍艦26隻、駆逐艦43隻、潜水艇6隻、その他9隻、計84隻（47万2,254トン）、水上機4機
御召艦
『筑波』
供奉艦
『伊吹』
御親閲式
1919年（大正8年）7月29日、横須賀沖。第一次世界大戦で地中海へ派遣された第一、第二特務艦隊と工作艦関東、ドイツからの戦利潜水艦7隻を親閲。
参加：計26隻（8万6,013トン）
御召艦
『出雲』
供奉艦
『磐手』、『浦風』
第一特務艦隊：『磐手』、『千歳』
第二特務艦隊：『出雲』、『日進』
第二十二駆逐隊：『桂』、『楓』、『梅』、『楠』
第二十三駆逐隊：『榊』、『柏』、『松』、『杉』
第二十四駆逐隊：『桃』、『柳』、『樫』、『檜』
工作船『関東』
ドイツ戦利潜水艦7隻
大演習観艦式
1919年（大正8年）10月28日、横浜沖。
参加：計111隻（62万4,180トン）、飛行機12機
御召艦
『摂津』
供奉艦
『平戸』、『香取』、『筑摩』、『満州』
大演習観艦式
1927年（昭和2年）10月30日、横浜沖。
参加：計158隻（66万4,292トン）、飛行機82機、飛行船3隻
御召艦
『陸奥』
先導艦
『鬼怒』
供奉艦
『阿武隈』、『由良』、『球磨』、『長良』
第一列
『長門』、『伊勢』、『日向』、『山城』、『扶桑』、『赤城』、『鳳翔』、『川内』、『名取』、『那珂』、『平戸』、『五十鈴』、『島風』、『灘風』、『夕風』、『汐風』
第二列
『金剛』、『比叡』、『加古』、『古鷹』、『青葉』、『衣笠』、『大井』、『矢風』以下駆逐艦14隻
第三列
『龍田』、『梅』以下駆逐艦13隻、『多摩』、『三二号駆逐艦』以下駆逐艦11隻
第四列
『夕張』、『二八号駆逐艦』以下駆逐艦25隻
第五列
『迅鯨』、『呂六七』以下9隻、『長鯨』、『伊二』以下10隻、駆逐艦5隻
第六列
『木曾』、潜水艦9隻、『北上』、潜水艦10隻、掃海艇4隻
第一番列外
『大泊』以下特務艦艇12隻
第二番列外
『大成丸』以下各種艦艇12隻
御大礼特別観艦式
1928年（昭和3年）12月4日、横浜沖。
参加：計186隻（77万8,891トン）、飛行機130機、飛行船2隻
御召艦
『榛名』
先導艦
『金剛』
供奉艦
『比叡』、『磐手』
第一列
『長門』、『陸奥』、『扶桑』、『日向』、『山城』、『八雲』、『出雲』、『浅間』、『常磐』、『川内』、『那珂』、『神通』、『阿武隈』、『五十鈴』、『名取』、『多摩』、『木曾』、『北上』、『球磨』、『平戸』
第二列
『春日』、『藤』、『萩』、『蔦』、『薄』、『栂』、『柿（初代）』、『楡』、『栗』、『蓼』、『蓬』、『蓮』、『梨』、『榧』、『樅』、『竹』、『桐』、『樺』、『櫻』、『橘』、『沖風』、『澤風』、『峯風』、『矢風』、『菊月』、『三日月』、『夕月』、『望月』、『朝凪』、『夕凪』、『疾風』、『追風』
第三列
『天龍』、『芙蓉』、『夕顔』、『朝顔』、『刈萱』、『呉竹』、『早苗』、『若竹』、『早蕨』、『梅』、『楠』、『楓』、『桂』、『葦』、『菱』、『菫』、『杉』、『松』、『柏』、『榊』、『神風』、『波風』、『沼風』、『野風』、『水無月』、『文月』、『長月』、『皐月』、『如月』、『弥生』、『卯月』、『睦月』
第四列
『加賀』、『赤城』、『鳳翔』、『那智』、『衣笠』、『青葉』、『加古』、『古鷹』、『長良』、『由良』、『大井』、『鬼怒』、『東雲』、『白雲』、『薄雲』、『磯波』、『浜風』、『磯風』、『時津風』、『天津風』
第五列
『長鯨』、『伊2』、『伊3』、『伊1』、『伊58』、『伊22』、『伊23』、『伊21』、『呂18』、『呂17』、『呂19』、『迅鯨』、『呂68』、『呂64』、『呂63』、『呂57』、『呂58』、『呂59』、『呂62』、『呂60』、『呂61』、『吹雪』、『灘風』、『汐風』、『島風』、『夕風』、『第十号掃海艇』、『第七号掃海艇』、『第十一号掃海艇』、『第一号掃海艇』、『第二号掃海艇』、『朝日』、『大泊』
第六列
『淀』、『伊55』、『伊54』、『伊53』、『伊52』、『伊51』、『呂27』、『呂28』、『呂26』、『勝力』、『呂53』、『呂51』、『呂66』、『呂67』、『呂65』、『呂25』、『呂56』、『呂55』、『呂54』、『呂30』、『呂29』、『呂32』、『駒橋』、『海風』、『山風』、『楢』、『榎』、『第八号掃海艇』、『第九号掃海艇』、『第十二号掃海艇』、『第三号掃海艇』、『第四号掃海艇』、『鶴見』、『尻矢』
第一番列外
米：『ピッツバーグ』、英：『ケント』、『サフォーク』、『ベルウィック』、仏：『ジュール・ミシュレ』、伊：『リビア』、蘭：『ジャワ』、『洲埼』、『隠戸』、『早鞆』、『鳴戸』、『能登呂』、『神威』、『高崎』、『青島』、『室戸』、『間宮』、『韓崎』
第二番列外
『大成丸』、『櫻丸』、『橘丸』、『忍路丸』、『蒼鷹丸』、『金鵄丸』、『芝罘丸』、『羅州丸』、『進徳丸』、『南洋丸』、『鎌倉丸』、『敦賀丸』、『せれべす丸』
特別大演習観艦式
1930年（昭和5年）10月26日、神戸沖。
参加：計165隻（70万3,295トン）、飛行機72機
御召艦
『霧島』
先導艦
『足柄』
供奉艦
『妙高』、『那智』、『羽黒』
第一列
『陸奥』、『榛名』、『山城』、『伊勢』、『長門』、『日向』、『青葉』、『衣笠』、『加古』、『古鷹』、『北上』、『多摩』、『厳島』、『白鷹』以下14隻
第二列
『赤城』、『加賀』、『鳳翔』、『由良』、『長良』、『川内』、『名取』、『神通』、『大井』、『龍田』、『野風』以下18隻
第三列
『夕張』、『太刀風』以下駆逐艦23隻、掃海艇
第四列
『那珂』、『早蕨』以下駆逐艦22隻、掃海艇
第五列
『鬼怒』、『深雪』以下駆逐艦13隻、掃海艇
第六列
『天龍』、『五十鈴』、海防艦、特務艦、敷設艦、潜水艦23隻
番外第一列
『早鞆』以下16隻
番外第二列
『べるふあすと丸』以下18隻
大演習観艦式
1933年（昭和8年）8月25日、横浜沖。
参加：計161隻（84万7,766トン）、飛行機200機
御召艦
『比叡』
先導艦
『鳥海』
供奉艦
『愛宕』、『高雄』、『摩耶』
第一列
『春日』、掃海艇6隻、駆逐艦8隻、特務艦艇9隻
第二列
『加賀』、『鳳翔』、『青葉』、『衣笠』、『加古』、『神通』、駆逐艦12隻、特務艦2隻
第三列
『陸奥』、『日向』、『榛名』、『金剛』、『阿武隈』、『名取』、『由良』、『夕張』、駆逐艦12隻、『白鷹』
第四列
『迅鯨』、『球磨』、『多摩』、潜水艦21隻、『厳島』
第五列
『長門』、『扶桑』、『霧島』、『伊勢』、『足柄』、『那智』、『羽黒』、『妙高』、『古鷹』、『大井』、『那珂』、『川内』、『木曾』、『北上』、駆逐艦3隻
第六列
『赤城』、『龍驤』、『鬼怒』、駆逐艦16隻、潜水艦3隻
第七列
『龍田』、駆逐艦12隻、『長鯨』、潜水艦11隻
列外
『野島』以下15隻
特別大演習観艦式
1936年（昭和11年）10月29日、神戸沖。
参加：計100隻（58万0,133トン）、飛行機100機。
特別大演習観艦式指揮官：連合艦隊司令長官高橋三吉海軍大将、空中分列指揮官：第一航空戦隊司令官佐藤三郎海軍少将
御召艦
『比叡』
先導艦
『鳥海』
供奉艦
『愛宕』、『足柄』
東第一列
『長門』、『扶桑』、『榛名』、『霧島』、『龍驤』、『鳳翔』、『春日』
東第二列
『妙高』、『那智』、『羽黒』、『青葉』、『衣笠』、『古鷹』、『鳴戸』
東第三列
『阿武隈』、『睦月』、『如月』、『卯月』、『弥生』、『旗風』、『春風』、『子日』、『若葉』、『初霜』、『初春』、『松風』、『朝風』、『鶴見』、『室戸』、『勝力』
東第四列
『那珂』、『響』、『雷』、『電』、『天霧』、『朝霧』、『綾波』、『浦波』、『敷波』、『東雲』、『磯波』、『吹雪』
東第五列
『迅鯨』、『伊六十三』、『伊六十』、『伊五十九』、『伊五十七』、『伊五十八』、『伊五十六』、『伊五十四』、『伊五十三』
東第六列
『鬼怒』、『伊六十八』、『伊六十九』、『伊七十』、『伊六十六』、『伊六十五』、『伊六十七』
西第一列
『陸奥』、『日向』、『山城』、『加賀』、『神威』、『隠戸』、『佐多』
西第二列
『北上』、『木曾』、『大井』、『知床』、『襟裳』、『能登呂』、『野島』
西第三列
『名取』、『有明』、『夕暮』、『時雨』、『白露』、『菊月』、『三日月』、『望月』、『夕月』、『疾風』、『追風』、『朝凪』、『夕凪』、『膠州』
西第四列
『五十鈴』、『朧』、『曙』、『潮』、『初雪』、『白雪』、『白雲』、『叢雲』、『薄雲』
西第五列
『長鯨』、『伊五』、『伊六』、『伊六十六』、『伊六十一』、『伊六十二』、『伊三』、『伊一』、『伊二』
供奉高等官
- 宮内大臣 - 松平恒雄
- 内大臣 - 湯浅倉平
- 侍従長 - 鈴木貫太郎海軍大将
- 侍従武官長 - 宇佐美興屋陸軍中将
- 侍従武官 - 平田昇海軍少将、遠藤喜一海軍大佐、山澄貞次郎海軍中佐、中島鉄蔵陸軍大佐
- 侍従 - 子爵牧野貞亮、子爵黒田長敬、永積寅彦、久松定孝
- 侍医 - 筧繁、高橋信
- 内大臣秘書官 - 工藤壮平
- 侍従職御用掛 - 柴伝吉
- 宮内事務職 - 子爵本田猶一郎
- 宮内書記官・行宰事務官 - 久保覚次郎
- 主膳監 - 野村利吉
- 主事宮内 - 木戸来助

紀元二千六百年特別観艦式
1940年（昭和15年）10月11日、横浜沖。日本海軍最後の観艦式
参加：計98隻、飛行機527機
御召艦
『比叡』
先導艦
『高雄』
供奉艦
『加古』、『古鷹』
第一列
『赤城』、『飛龍』、『蒼龍』、『瑞穂』、『五十鈴』、『伊六十八』、『伊七十一』、『伊七十四』、『伊七十五』、『伊七』、『伊八』、『伊五十三』、『伊五十五』、『伊六十六』、『沖風』、『峯風』、『矢風』
第二列
『長門』、『陸奥』、『伊勢』、『山城』、『摂津』、『涼風』、『江風』、『村雨』、『春雨』、『夕立』、『五月雨』、『漣』、『綾波』、『浦波』、『初雪』、『白雪』、『吹雪』
第三列
『金剛』、『榛名』、『熊野』、『鈴谷』、『最上』、『利根』、『筑摩』、『陽炎』、『大潮』、『朝潮』、『荒潮』、『満潮』、『霰』、『不知火』、『黒潮』、『雪風』、『初風』
第四列
『千歳』、『神威』、『千代田』、『多摩』、『常磐』、『伊十六』、『伊百二十一』、『伊百二十三』、『伊百二十四』、『呂三十三』、『呂三十四』、『如月』、『弥生』、『望月』、『睦月』
第五列
『日向』、『沖島』、『蒼鷹』、『八重山』、『天龍』、『神風』、『沼風』、『波風』、『野風』、『伊十五』、『呂五十七』、『呂五十八』、『一号掃海艇』、『二号掃海艇』、『三号掃海艇』、『四号掃海艇』、『五号掃海艇』、『六号掃海艇』
番外
『長鯨』、『迅鯨』、『駒橋』、『勝力』、『明石』、『間宮』、『早鞆』、『尻矢』、『宗谷』、『朝光丸』、『金龍丸』、『大成丸』、『凌風丸』

## 海上自衛隊

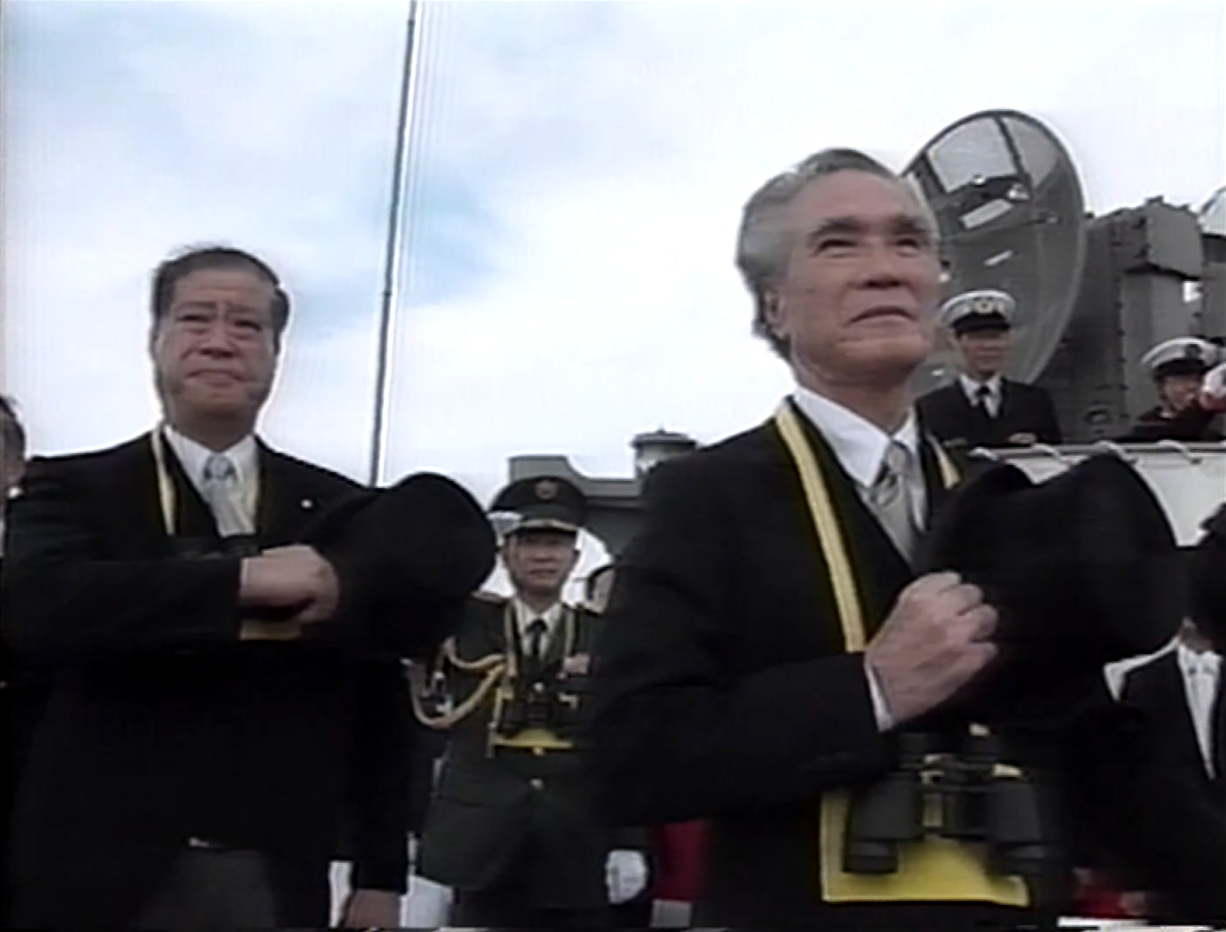
第20回自衛隊観艦式にて観閲する内閣総理大臣村山富市（右）と防衛庁長官玉澤徳一郎（左）。モーニングとシルクハットで正装し双眼鏡を首から提げている（1994年10月16日）

太平洋戦争後は海軍解体に伴い途絶えていたが、1957年（昭和32年）10月2日、海上自衛隊により東京湾において再開された。その後、1973年（昭和48年）まではほぼ毎年実施されていたが、オイルショックのためこの年を最後に中止された。1981年（昭和56年）に復活し、それ以後はほぼ3年おきに行なわれていた。
水上艦艇部隊、潜水艦部隊、航空部隊が参加する。当初は停泊方式であったが、1961年（昭和36年）の第3回から観閲部隊、受閲部隊ともに航走しながら実施する移動方式となった。非常に難易度が高く、世界的にも珍しい方式である。
1996年（平成8年）以降は、自衛隊記念日の行事の一環として陸上自衛隊の「中央観閲式」、航空自衛隊の「航空観閲式」と持ち回りで行われた。観艦式の付帯行事として、平日に二度の予行が実施されるほか、青少年体験航海、艦艇の一般公開や音楽隊の演奏なども行われる。また、第3回から一般市民も公募で乗艦できるようになった。
内閣総理大臣を観閲官とし、執行者は自衛艦隊司令官又は防衛大臣の命ずる海将である自衛官が務める。
防衛省は2025年（令和7年）7月30日に、観閲式や観艦式、航空観閲式を今後は基本的に実施しないと発表した。日本を取り巻く安全保障環境が厳しさを増し、部隊運用に余裕がないことが理由としている。よって、海上自衛隊の観艦式は2022年（令和4年）の実施が最後となった。

### 自衛隊観艦式一覧
| 回次 | 年 月 日                   | 場所     | 形式          | 観閲官                  | 観閲艦     | 艦艇 | 航空機 | 記 事 |
| ---- | -------------------------- | -------- | ------------- | ----------------------- | ---------- | ---- | ------ | --- |
| 01   | 1957年（昭和32年）10月2日  | 東京湾   | 停泊式        | 内閣総理大臣 岸信介     | ゆきかぜ   | 32隻 | 49機   | |
| 02   | 1960年（昭和35年）11月2日  | 東京湾   | 停泊式        | 防衛庁長官 江崎真澄     | あきづき   | 43隻 | -      | 天候不良により49機の参加が予定されていた航空機はキャンセル |
| 03   | 1961年（昭和36年）11月2日  | 東京湾   | 停泊式        | 防衛庁長官 藤枝泉介     | あきづき   | 32隻 | 29機   | 初の移動観艦式 |
| 04   | 1962年（昭和37年）11月3日  | 大阪湾   | 停泊及び 移動 | 防衛政務次官 生田宏一   | あきづき   | 48隻 | -      | 天候不良により航空機31機の参加はキャンセル 政務次官が観閲したのはこの回のみ |
| 05   | 1964年（昭和39年）11月2日  | 東京湾   | 停泊及び 移動 | 防衛庁長官 小泉純也     | てるづき   | 52隻 | -      | 天候不良により航空機31機の参加はキャンセル 潜水艦がドルフィン運動を初披露 |
| 06   | 1965年（昭和40年）11月3日  | 大阪湾   | 移動式        | 防衛庁長官 松野頼三     | あまつかぜ | 49隻 | 51機   | |
| 07   | 1966年（昭和41年）11月3日  | 博多湾   | 停泊及び 移動 | 防衛庁長官 上林山栄吉   | あまつかぜ | 37隻 | 56機   | 航空自衛隊機が14機飛来 |
| 08   | 1967年（昭和42年）11月5日  | 伊勢湾   | 移動式        | 防衛庁長官 増田甲子七   | たかつき   | 43隻 | 数機   | 天候不良により航空機75機のうちほとんどがキャンセル |
| 09   | 1968年（昭和43年）11月3日  | 東京湾   | 停泊式        | 内閣総理大臣 佐藤栄作   | たかつき   | 44隻 | 47機   | |
| 10   | 1969年（昭和44年）11月3日  | 大阪湾   | 移動式        | 防衛庁長官 有田喜一     | きくづき   | 50隻 | 51機   | |
| 11   | 1970年（昭和45年）11月3日  | 相模湾   | 移動式        | 防衛庁長官 中曽根康弘   | もちづき   | 45隻 | 48機   | |
| 12   | 1971年（昭和46年）11月3日  | 佐世保沖 | 移動式        | 防衛庁長官 西村直己     | きくづき   | 50隻 | 65機   | |
| 13   | 1972年（昭和47年）11月5日  | 相模湾   | 移動式        | 防衛庁長官 増原惠吉     | ながつき   | 51隻 | 61機   | 参加艦艇がすべて国産艦となる |
| 14   | 1973年（昭和48年）9月16日  | 若狭湾   | 移動式        | 防衛庁長官 山中貞則     | たかつき   | 39隻 | 48機   | 航空自衛隊機が39機参加 |
| 15   | 1981年（昭和56年）11月3日  | 相模湾   | 移動式        | 内閣総理大臣 鈴木善幸   | しらね     | 45隻 | 55機   | ヘリコプター搭載護衛艦が初参加 この回から観閲官はヘリで来艦・退艦し、観閲・訓練展示のみ座乗 |
| 16   | 1984年（昭和59年）11月4日  | 相模湾   | 移動式        | 防衛庁長官 加藤紘一     | しらね     | 53隻 | 51機   | 自衛隊創設30周年記念観艦式 |
| 17   | 1987年（昭和62年）11月3日  | 相模湾   | 移動式        | 内閣総理大臣 中曽根康弘 | しらね     | 54隻 | 49機   | |
| 18   | 1989年（平成元年）11月5日  | 相模湾   | 移動式        | 内閣総理大臣 海部俊樹   | しらね     | 55隻 | 51機   | |
| 19   | 1992年（平成04年）10月11日 | 相模湾   | 移動式        | 内閣総理大臣 宮澤喜一   | しらね     | 52隻 | 54機   | 海上自衛隊創設40周年記念観艦式 |
| 20   | 1994年（平成06年）10月16日 | 相模湾   | 移動式        | 内閣総理大臣 村山富市   | しらね     | 45隻 | 52機   | 防衛庁創設40周年記念観艦式 |
| 21   | 1997年（平成09年）10月26日 | 相模湾   | 移動式        | 内閣総理大臣 橋本龍太郎 | しらね     | 46隻 | 48機   | |
| 22   | 2000年（平成12年）10月29日 | 相模湾   | 移動式        | 内閣総理大臣 森喜朗     | しらね     | 63隻 | 38機   | 天候不良により航空機61機のうち半数がキャンセル |
| 23   | 2002年（平成14年）10月13日 | 東京湾   | 停泊式        | 内閣総理大臣 小泉純一郎 | しらね     | 65隻 | 11機   | 海上自衛隊創設50周年記念国際観艦式 米・露・仏・豪・印・泰・韓・星・馬・新・智の11ヶ国から計17隻の艦艇が参加 |
| 24   | 2003年（平成15年）10月26日 | 相模湾   | 移動式        | 内閣総理大臣 小泉純一郎 | しらね     | 52隻 | 53機   | |
| 25   | 2006年（平成18年）10月29日 | 相模湾   | 移動式        | 内閣総理大臣 安倍晋三   | くらま     | 48隻 | 50機   | |
| 26   | 2009年（平成21年）10月25日 | 相模湾   | 移動式        | 首相代理副総理 菅直人   | くらま     | 40隻 | 31機   | |
| 27   | 2012年（平成24年）10月14日 | 相模湾   | 移動式        | 内閣総理大臣 野田佳彦   | くらま     | 48隻 | 32機   | 海上自衛隊創設60周年記念観艦式 |
| 28   | 2015年（平成27年）10月18日 | 相模湾   | 移動式        | 内閣総理大臣 安倍晋三   | くらま     | 42隻 | 37機   | |
| 29   | 2019年（令和元年）10月14日 | 相模湾   | 移動式        | 内閣総理大臣 安倍晋三   | いずも     | 46隻 | 40機   | 4年ぶりの実施予定であったが、令和元年東日本台風（台風19号）に伴う災害派遣に万全を期すため、中止となった。 中国からの初参加が予定されていた。韓国は不招致。                                                                      |
| 30   | 2022年（令和04年）11月6日  | 相模湾   | 移動式        | 内閣総理大臣 岸田文雄   | いずも     | 39隻 | 33機   | 海上自衛隊創設70周年記念国際観艦式 陸上自衛隊機5機、航空自衛隊機16機（ブルーインパルス参加）、海上保安庁巡視船1隻が参加 豪・ブ・加・印・稲・馬・新・韓・基・星・泰・米の12か国18隻、米海軍機・海兵隊機5機、フランス海軍機が参加 |

## イギリス
2005年（平成17年）には、トラファルガー海戦200周年を記念する国際観艦式がイギリス・ポーツマスで行われた。

## 韓国
大韓民国では、1998年、2008年、2018年に国際観艦式を開催した。

## 中国
中国人民解放軍海軍創設70年の記念行事として2019年4月23日に山東省青島沖で行われる国際観艦式には、中国海軍からは1隻目の空母「遼寧」や新型の駆逐艦など32隻が参加する。中国メディアは、海外から艦艇を派遣する国として、日本やオーストラリア、ロシア、ベトナムなど13か国を挙げている。
指揮官 - 沈金龍（ちん きんりゅう、1956年10月 - ）中国人民解放軍の軍人、海軍中将（2016年7月昇格）、中国人民解放軍海軍司令員（2017年1月就任）。駆逐艦支隊支隊長、旅順保障基地司令員、大連艦艇学院院長、南海艦隊司令員を歴任した。
観閲艦 - 052D型駆逐艦『西寧』（117）。中国共産党中央軍事委員会主席習近平は本艦に乗りこみ、国際観艦式を観閲した。
 中国海軍艦艇
- 001型空母 - 遼寧（16）
- 055型駆逐艦 - 南昌（101）アメリカ国防総省年次報告書ではその規模から本艦級を巡洋艦と位置付けている。
- 052D型駆逐艦 - 太原（131）、貴陽（119）
- 052C型駆逐艦 - 長春（150）、海口（171）
- 052B型駆逐艦 - 武漢（169）
- 051C型駆逐艦 - 石家荘（116）
- 054A型フリゲート - 臨沂（547）、浜州（515）、黄山（570）、三亜（574）
- 056A型フリゲート - 秦皇島（505）、烏海（540）、張掖（541）、宜春（556）
- 094型原子力潜水艦 - 長征10（412）、長征11（413）
- 093型原子力潜水艦 - 長征15（418） 、長征16（419）
- 039B型潜水艦 - 長城231（341）、長城236（346）
- 039G型潜水艦 - 長城197（314）、長城205（323）
- 072A型揚陸艦 - 徂徕山（915）、五台山（917）
- 071型揚陸艦 - 五指山（987）、沂蒙山（998）
- 901型補給艦 - 呼倫湖（965）
- 903A型補給艦 - 太湖（889）
- 926型潜水艦支援艦 - 海洋島（864）
- 920型病院船 - 岱山島（920）

外国海軍艦艇
- あきづき型護衛艦 - すずつき（117）
- コルカタ型駆逐艦 - コルカタ（D63）
- ディーパク型補給艦 - シャクティ（A57）
- フォーミダブル型フリゲート - ストルワート（72）
- ダルサラーム型哨戒艦 - ダルタクワ（09）
- 仁川型フリゲート - 京畿（812）
- チャンシッター型フリゲート - シンビューシン（F14）
- C13B型フリゲート - プロットーイ（F112）
- アデレード型フリゲート - メルボルン（05）
- チャオプラヤー型フリゲート - バーンパコン（456）
- ナレースワン型フリゲート - ナレースワン（421）
- ゲパルト型フリゲート - ディン・ティエン・ホアン（011）
- ゲパルト型フリゲート - チャン・フン・ダオ（015）
- マカッサル型揚陸艦 - タルラック（601）
- レキウ型フリゲート - レキウ（30）
- 22350型フリゲート -  ゴルシコフ（454）
- 23120型保障船 - エルブルス
- ドゥブナ級補給艦 - カマ
- ニコラエ・ジーク型曳船 - ニコラエ・ジーク